# 化作箭矢！
《化作箭矢！》（日语：やじるしになって！）是日本歌手松本梨香的第15張音樂單曲。於2012年7月18日由PIKACHU RECORDS發售。

## 概要
本單曲是PIKACHU RECORDS解散前最後一張發行的音樂單曲。A面曲「化作箭矢！」為動畫《寵物小精靈：超級願望II》的第1首片頭曲、整輯「超級願望」的第2首片頭曲，在2012年6月21日的第85話起播放，在第108集、第109集作為插曲播出。於2013年發表由鳴瀬シュウヘイ重新編曲的，作為動畫續篇N的片頭曲。由於PIKACHU RECORDS已告解散，故此版本一直未發行CD，亦未收錄在任何專輯中。
B面曲「七色拱門」是同動畫的第2首片尾曲，於2012年1月5日播出的第61話正式成為片尾曲。「在你心中 LALALA」則是《寵物小精靈DP》的第9首片尾曲，在第183話正式播出。

## 收錄內容
1. 化作箭矢！（やじるしになって！） [04:03]
作詞：戶田昭吾，作．編曲：田中宏和，和聲效果：河野陽吾，主唱：松本梨香
東京電視台動畫《寵物小精靈：超級願望II》片頭曲，電影《神奇寶貝劇場版：酋雷姆VS聖劍士 凱路迪歐》片頭曲
2. 七色拱門（七色アーチ）[03:35]
作詞：比卡超PJ-2012，作曲：江崎稔子，編曲：後藤康二，主唱：寵物小精靈BW合唱團（奧井亞紀（日语：奥井亜紀）、江崎稔子、秋好文惠（日语：あきよしふみえ））
東京電視台動畫《寵物小精靈：超級願望II》片尾曲
3. 在你心中 LALALA（君の胸にLaLaLa） [03:39]（Bonus Track）
作詞：渡邊夏美，作曲：綾部薰，編曲：三浦一年，主唱：MADOKA
東京電視台動畫《寵物小精靈DP》片尾曲
4. 化作箭矢！（卡拉OK版）（やじるしになって！（オリジナルカラオケ））[04:03]
5. 七色拱門（卡拉OK版）（七色アーチ（オリジナルカラオケ））[03:35]

## 外部連結
- やじるしになって!  （页面存档备份，存于）. Billboard-Japan.
- やじるしになって! - EP （页面存档备份，存于）. Apple Music.

| 动画《寵物小精靈：超級願望》片头曲 2010年9月23日 - 2013年10月3日 |                                             |                                                        |
| 前作: 松本梨香 《超級願望！》                                    | 松本梨香 《化作箭矢！》                     | 次作: 大介 《夏めく坂道》                              |
| 动画系列《寵物小精靈》片尾曲                                     |                                             |                                                        |
| 前作: 磨磨牛奶與アラキ小姐 《》                                  | MADOKA 《在你心中 LALALA》 （寵物小精靈DP） | 次作: 奧井亞紀 《心的號角曲》 （寵物小精靈：超級願望） |
| 动画《寵物小精靈：超級願望》片尾曲 2010年9月23日 - 2013年10月3日 |                                             |                                                        |
| 前作: 鶴野剛士 《能說出寵物小精靈嗎？BW》                        | 寵物小精靈BW合唱團 《七色拱門》             | 次作: 桃色幸運草Z 《看我看我☆看這邊》                  |